# Anwärter (Beamtenrecht)
Ein Anwärter ist im deutschen Beamtenrecht eine natürliche Person im statusrechtlichen Verhältnis Beamter auf Widerruf, der sich im Vorbereitungsdienst (Laufbahnausbildung) befindet. Es gelten spezielle Ausbildungs- und Prüfungs(ver)ordnungen, die der Bund bzw. die Länder für jede einzelne Laufbahn erlassen haben. Das Berufsbildungsgesetz oder Tarifverträge für Auszubildende/Studenten im deutschen öffentlichen Dienst finden auf Anwärter keine Anwendung. Soweit der Anwärter noch nicht volljährig ist, ist allerdings das Jugendarbeitsschutzgesetz anzuwenden.
Der Anwärter führt eine Dienstbezeichnung des angestrebten Amtes mit einem die Laufbahn kennzeichnenden entsprechenden Zusatz, z. B. Steuersekretär, Stadtsekretär, Brandmeister, Polizeimeister (mD) / Polizeikommissar (gD), Regierungsinspektor oder die Bezeichnung der angestrebten Laufbahn mit dem Zusatz „‑anwärter“, z. B. Finanzanwärter, Lehramtsanwärter, Bauoberinspektoranwärter oder Zollobersekretäranwärter.
Die Ausbildung im mittleren Dienst dauert in der Regel zwei Jahre (abweichend bei technischen Laufbahnen, die eine Vorausbildung erfordern: 18 Monate), zum gehobenen Dienst drei Jahre. Die theoretische Ausbildung für den gehobenen Dienst wird z. Z. noch in der Überzahl der Dienstherren an einer speziellen Fachhochschule für den öffentlichen Dienst (z. B. Hochschule des Bundes für öffentliche Verwaltung) absolviert. Der erfolgreiche Ausbildungsabschluss beinhaltet in der Regel ein Fachhochschuldiplom (Diplom-Verwaltungswirt (FH), Diplom-Verwaltungsbetriebswirt (FH), Diplom-Finanzwirt (FH), Diplom-Rechtspfleger (FH), Diplom-Verwaltungsinformatiker usw.) oder einen entsprechenden Bachelorgrad. Das Land Baden-Württemberg bildet für den technischen gehobenen Dienst (Bauoberinspektoren) auch weiterhin Anwärter aus.
Ein Anwärter auf ein Amt in der Laufbahngruppe des höheren Dienstes – bis auf die Volljuristen – wird gewöhnlich als Referendar bezeichnet mit einem die Laufbahn kennzeichnenden Zusatz, z. B. Regierungsreferendar (Dienstbezeichnung). Eine Ausnahme ist die Polizei und der Auswärtige Dienst. Hier heißen sie entsprechend ihrer angestrebten Laufbahn entweder Kriminalrats- oder Polizeiratsanwärter bzw. Attaché. 
Der Vorbereitungsdienst endet in der Regel mit Bestehen der schriftlichen und mündlichen Abschlussprüfung (ähnlich wie die Berufsausbildung nach dem Berufsbildungsgesetz) oder nach Mindestausbildungs- bzw. Studienzeiten. Insoweit endet das Beamtenverhältnis auf Widerruf kraft Gesetzes, d. h. bei einer Nichtübernahme durch erneute Einstellung unter Berufung in das Beamtenverhältnis auf Probe ist keine Entlassung aus dem Beamtenverhältnis auf Widerruf erforderlich.

## Anwärterbezüge
Anwärter beziehen keine Dienstbezüge, sondern erhalten sogenannte Anwärterbezüge, deren Höhe sich im Einzelnen aus der Anlage VIII zum Bundesbesoldungsgesetz (BBesG) und den entsprechenden Regelungen in den Landesbesoldungsgesetzen ergibt. Anwärterbezüge gehören zur Besoldung (§ 1 Abs. 3 Nr. 1 BBesG). Die Höhe des Grundbetrags richtet sich nach dem Eingangsamt, in das der Anwärter nach Abschluss des Vorbereitungsdienstes unmittelbar eintritt. Ein Anwärter für die Laufbahn des mittleren Dienstes erhält beim Bund einen Anwärtergrundbetrag von 1 307,34 Euro.[veraltet] Daneben besteht Anspruch auf den Familienzuschlag und vermögenswirksame Leistungen. Besteht ein erheblicher Mangel an qualifizierten Bewerbern, kann das Bundesministerium des Innern, für Bau und Heimat oder die von ihm bestimmte Stelle Anwärtersonderzuschläge gewähren. Sie sollen 70 Prozent des Anwärtergrundbetrages nicht übersteigen und dürfen höchstens 100 Prozent des Anwärtergrundbetrages betragen. (vgl. § 63 Abs. 1 BBesG)
Die Bezüge können bei Nichterreichen des Ausbildungsziels für den Zeitraum bis zur Wiederholungsprüfung gekürzt werden (vgl. § 66 BBesG).
Der Anwärtergrundbetrag erhöht sich gegebenenfalls um den Familienzuschlag Stufe 1 (verheiratete) oder Stufe 2 (ein Kind). Bis zum dritten Kind wird für jedes Kind ein entsprechend höherer Familienzuschlag gezahlt, für jedes weitere bleibt die Höhe des Zuschlags pro Kind gleich.
Zusätzlich gewähren einige Länder bzw. Dienstherren noch Sonderzahlungen (früher Weihnachtsgeld), die je nach Bundesland monatlich oder jährlich ausgezahlt werden. Länderspezifisch wird auch die Auszahlung des Kinderbetrags sowie eines Urlaubsgeldes gehandhabt.

## Bundeswehr
In den ähnlich der Laufbahnen des Beamtenrechts gestalteten Laufbahnen der Bundeswehr gemäß Soldatenlaufbahnverordnung sind folgende Anwärter vorgesehen: Unteroffizieranwärter, Feldwebelanwärter, Offizieranwärter. Diese Hauptgruppen teilen sich in weitere Untergruppen auf: Als Grundform der Anwärter des Truppendienstes. Anwärter für spezielle Laufbahnen heißen z. B. Sanitätsoffizier-Anwärter und Reserveoffizieranwärter.